# ثيثا (مرسية)
بلدية ثيثا (بالإسبانية: Cieza) هي بلدية تقع في منطقة مرسية جنوب شرق إسبانيا.

## الديموغرافيا
بلغ عدد سكان بلدية ثيثا 35.425 نسمة عام 2011 (وفقاً للمعهد الوطني الإسباني للإحصاء).
| 31.680 | 31.725 | 33.223 | 34.318 | 34.898 | 35.200 | 35.425 |

## أعلام
- بنجامين سانشيز
- خوسيه جوليا
- حزقيال مانويل مولينا
- ماريانو روخاس
- خوسيه خواكين روخاس